# جیکوب میلتز
جیکوب میلتز (انگلیسی: Jakob Miltz; ۲۳ سپتامبر ۱۹۲۸ – ۱۸ فوریهٔ ۱۹۸۴) بازیکن فوتبال اهل آلمان بود.
از باشگاه‌هایی که در آن بازی کرده‌است می‌توان به باشگاه فوتبال کایزرسلاوترن و باشگاه فوتبال هانوفر ۹۶ اشاره کرد.
وی همچنین در تیم ملی فوتبال آلمان بازی کرده‌است.